# Robert J. McIntosh
Robert John McIntosh (* 16. September 1922 in Port Huron, Michigan; † 22. März 2008 in Fort Gratiot, Michigan) war ein US-amerikanischer Politiker. Zwischen 1957 und 1959 vertrat er den Bundesstaat Michigan im US-Repräsentantenhaus.

## Werdegang
Robert McIntosh besuchte bis 1940 die Port Huron High School. Danach schrieb er sich an der Michigan State University in East Lansing ein. Seine weitere Ausbildung wurde durch den Zweiten Weltkrieg unterbrochen, an dem er als Kampfpilot im Fliegerkorps der US Army teilnahm. Nach einem anschließenden Jurastudium an der University of Michigan in Ann Arbor und seiner im Jahr 1948 erfolgten Zulassung als Rechtsanwalt begann McIntosh in Port Huron in seinem neuen Beruf zu  arbeiten. Von 1949 bis 1951 war er stellvertretender Staatsanwalt im St. Clair County. Zwischen 1953 und 1955 fungierte er als Posthalter in seiner Heimatstadt Port Huron.
Politisch war McIntosh Mitglied der Republikanischen Partei. Bei den Kongresswahlen des Jahres 1956 wurde er im siebten Wahlbezirk von Michigan in das US-Repräsentantenhaus in Washington, D.C. gewählt, wo er am 3. Januar 1957 die Nachfolge von Jesse P. Wolcott antrat. Da er bei den folgenden Wahlen im Jahr 1958 dem Demokraten James G. O’Hara unterlag, konnte er bis zum 3. Januar 1959 nur eine Legislaturperiode im Kongress absolvieren.
Im Jahr 1960 kandidierte er erneut erfolglos gegen O’Hara für seine Rückkehr in den Kongress. 1963 wurde McIntosh Vorsitzender der Public Service Commission des Staates Michigan. In den Jahren 1964 und 1965 gehörte er dem Stab von Gouverneur George W. Romney an. 1966 leitete er das Handelsministerium des Staates Michigan. In den folgenden Jahren zog sich Robert McIntosh aus der Politik zurück. Er arbeitete wieder als Anwalt und starb am 22. März 2008 in Fort Gratiot.